# Potomacfloden
Potomacfloden har to kilder. North Branch of the Potomac udspringer på grænsen mellem Maryland og West Virginia nær byen Cumberland i Maryland, mens South Branch of the Potomac udspringer nær byen Hightown i Virginia. Floden udmunder i Chesapeake Bay syd for Washington D.C.. Floden er ca. 665 km lang, og den afvander ca. 38.000 kvadratkilometer. Potomacfloden er den fjerdestørste flod langs USA's atlanterhavskyst og nummer 21 i USA.

## Geografi
Floden danner grænse mellem Maryland og Washington DC på den venstre bred og West Virginia og Virginia på højre bred (når man ser ned ad strømmen). 
- Hele den nedre del af floden tilhører Maryland bortset fra et kort stykke i Washington DC.
- The North Branch tilhører Maryland hele vejen over floden til lavvandsmærket på den modsatte bred.
- The South Branch tilhører West Virginia bortset fra det allerførste stykke, der ligger i Virginia.

Omkring 485 km fra udspringet begynder Potomacs munding. Omkring 11 kubikkilometer vand når frem til flodmundingen hvert år, svarende til 250 kubikmeter i sekundet.
Efter at floden er faldet fra forlandet til kystsletten har tidevandet stor indflydelse på floden, idet tidevandsbevægelser går helt op forbi Washington DC. Saltholdigheden i floden stiger, jo nærmere floden kommer på sin udmunding. Samtidig bliver floden betragteligt meget bredere, og ved udmundingen er floden 17 km bred, mellem Point Lookout i Maryland og Smith Point i Virginia.

## Historie
Navnet Potomac er en europæisk stavemåde for et navn fra algonquin indiansk, der sandsynligvis betyder "svanernes flod". Andre foreslåede oversættelser er "stedet, hvor der handles" eller "stedet, hvor der betales tribut". Tilhængerne af de sidste oversættelser mener, at navnet "svanernes flod" kommer fra et helt andet indiansk ord, nemlig "cohongorooton". 
Navnet var oprindeligt Patawomeke, men efterhånden blev stavningen forsimplet, først til Patowmack i det 18. århundrede og altså nu til Potomac.
- The North Branch of the Potomac kaldes i daglig tale bare for Potomac, mens South Branch of the Potomac kaldes "South Branch". De oprindelige amerikanere kaldte South Branch for Wapocomo.

Potomac ligger i et område, der er rigt på amerikansk historie og amerikansk arv, og floden har derfor fået kælenavnet "nationens flod". George Washington, USA's første præsident, blev født, udforskede og tilbragte det meste af sit liv i området omkring Potomac. Hele Washington DC, USA's hovedstad, ligger inden for flodens afvandingsområde. John Browns belejring af Harpers Ferry i 1859 var en forløber for adskillige af den amerikanske borgerkrigs store slag langs Potomac og dens bifloder. General Robert E. Lee krydsede floden og invaderede Nordstaterne to gange under borgerkrigen. De to felttog kulminerede ved henholdsvis Slaget ved Antietam (Sharpsburg) og Slaget ved Gettysburg. Den hær, som Lee kæmpede imod, var simpelthen opkaldt efter floden og hed "Army of the Potomac".
I 1785 påbegyndtes arbejdet med at etablere "The Patowmac Canal", som George Washington var en af mændene bag. Hensigten var at forbinde Georgetown (i dag en kendt og rig forstad til Washington DC, som endnu ikke var grundlagt) i Maryland med Cumberland længere oppe ad floden i samme stat. Kanalen blev først færdig i 1802, og allerede i 1830 måtte den lukke på grund af økonomiske problemer. Dele af kanalen kan stadig ses, blandt andet ved Great Falls og ved Harpers Ferry. På Maryland-siden blev Chesapeake og Ohio kanalen etableret i 1850, og den fungerede frem til 1924. Også denne kanal forbandt Washington DC med Cumberland i Maryland. Via kanalen kunne fragt transporteres uden om strømfaldene ved Great Falls foruden flere andre, mindre strømfald på floden.
Den voksende minedrift og og det voksende landbrug oppe ad floden, kombineret med en øget affaldsmængde fra byerne nede ad floden, fik flodens vandkvalitet til at falde drastisk. Historien fortæller, at Abraham Lincoln om sommeren "flygtede" fra Washington DC op i højlandet for at undgå stanken fra floden. I 1960'erne var floden så påvirket af en kraftig vækst af grønalger, at præsident Lyndon B. Johnson erklærede floden "en national skændsel" og igangsatte et langtidsprojekt med henblik på at reducere forureningen og genskabe flodens skønhed og økologiske balance. I slutningen af det tyvende århundrede forsvandt de kraftige algevækster, og brugen af floden til fiskeri og lystsejlads genopstod. Floden og dens bifloder er dog stadig meget sårbare overfor forurening i form af overgødskning, tungmetaller, pesticider og kolibakterier.

## Byer langs floden
- Cumberland, Maryland
- Hagerstown, Maryland
- Sharpsburg, Maryland
- Harpers Ferry, West Virginia
- Brunswick, Maryland
- Leesburg, Virginia
- Washington DC

## Væsentlige bifloder
- Shenandoahfloden
- Monocacyfloden
- Anacostiafloden
- Occoquanfloden